# Athyroglossa glabra
Athyroglossa glabra är en tvåvingeart som först beskrevs av Johann Wilhelm Meigen 1830.  Athyroglossa glabra ingår i släktet Athyroglossa och familjen vattenflugor. Arten är reproducerande i Sverige. Inga underarter finns listade i Catalogue of Life.